# هوگو استین‌هاوس
وادیساو هوگو دیونزی استین‌هاوس (به لهستانی: Władysław Hugo Dionizy Steinhaus) (۱۸۸۷ ژانویه ۱۴–۲۵ فوریه ۱۹۷۲) یک معلم و ریاضیدان لهستانی بود. استین‌هاوس دکترای خود را تحت راهنمایی دیوید هیلبرت در دانشگاه گوتینگن و در سال ۱۹۱۱ اخذ کرد و بعداً به‌عنوان استاد دانشگاه دانشگاه لووف در لووف (در اوکراین امروزی) منصوب شد و در آنجا به تأسیس آنچه بعداً به عنوان مدرسه ریاضیات لووف معروف شد، کمک کرد. ریاضی‌دان معروف استفان باناخ، از جمله کشف‌های او محسوب می‌شود که نقش استاد راهنمای او را نیز به‌عهده داشت. پس از جنگ جهانی دوم، استین‌هاوس نقش مهمی در تأسیس بخش ریاضیات در دانشگاه برسلاو و احیای ریاضیات لهستان پس از اتمام جنگ داشت.